# Paheli
Paheli er en indisk Bollywoodfilm fra 2005, instrueret af Amol Palekar.

## Handling
Den smukke pige Lachchi (Rani Mukherjee) bliver gift med den rige mand Kishanlal. I Kishanlals hus bliver hun venner med hans søster Gajrobhai (Juhi Chawla). Allerede dagen efter brylluppet forlader Kishanlal huset for at tjene penge. En ånd forelsker sig i Lachchi. Han tager form og udseende af hendes mand og de lever godt sammen i 5 år. Men så dukker den rigtige Kishanlal op.

## Medvirkende
- Rani Mukherjee: Lachchi
- Shah Rukh Khan: Kishanlal/ånden
- Juhi Chawla: Gajrobhai
- Anupam Kherr: Kishanlals far
- Sunil Shetty: Gajrobhai´s mand
- Amithab Bachchan: Hyrden